# Hidrógeno verde

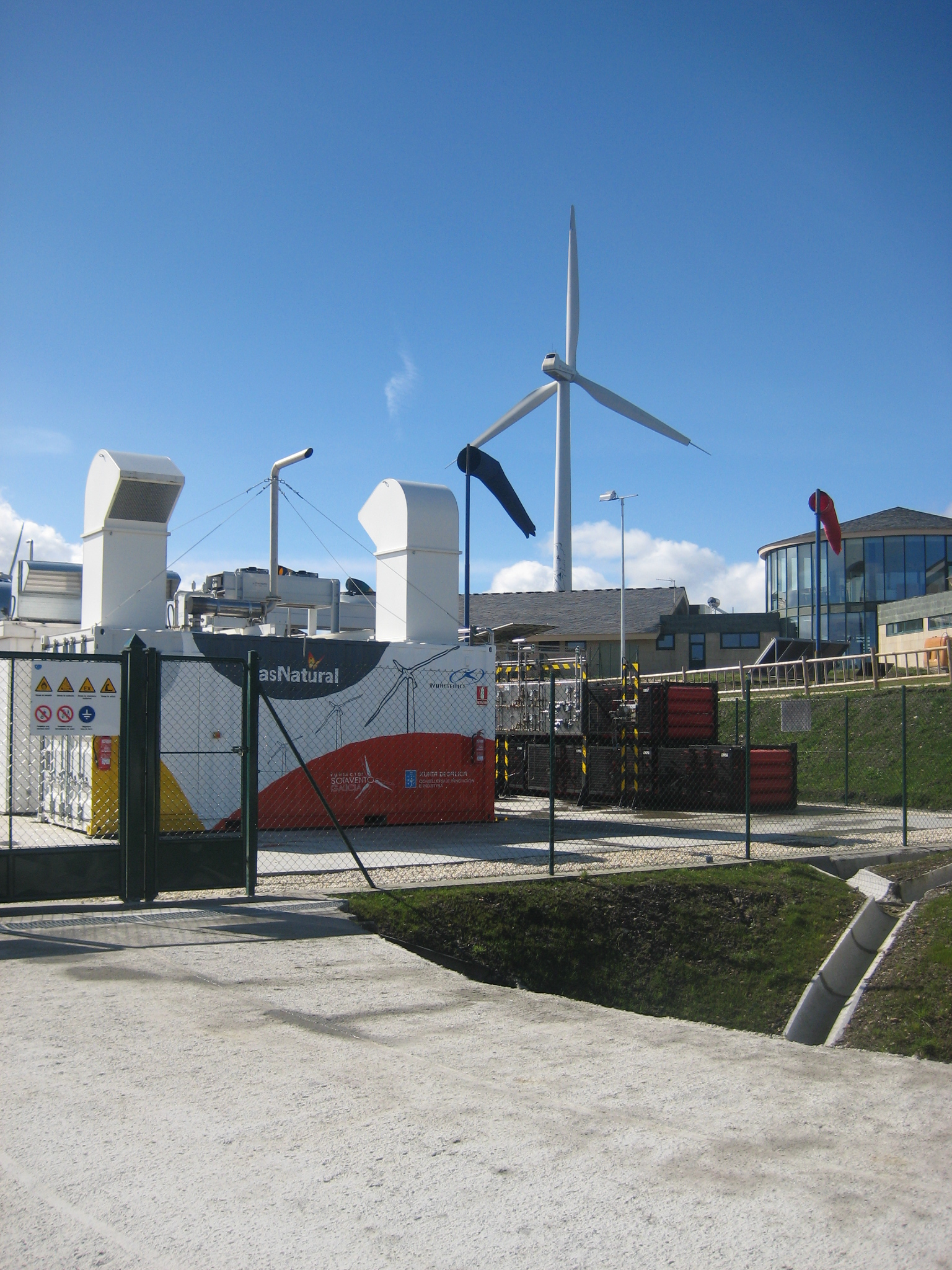
Planta generadora de hidrógeno a partir de energía eólica, en Galicia.

El término hidrógeno verde o hidrógeno renovable (abreviado como H2V) se refiere a la producción de hidrógeno generada por energías renovables bajas en emisiones, tales como la solar y la eólica. Se distingue de otros métodos de producción como el del hidrógeno gris, el cual se obtiene con la técnica de reformado por vapor de gas natural y que representa el 95% del mercado comercial actual.
El hidrógeno verde certificado requiere una reducción de emisiones de >60-70% (dependiendo del organismo de certificación) por debajo del umbral de intensidad de emisiones de referencia (= emisiones de GEI de hidrógeno gris, por ejemplo, valores de referencia de acuerdo con la directiva de energía renovable RED II).
Hay varias vías para producir hidrógeno verde:
- Electrólisis del agua con electricidad generada por fuentes de energía bajas en carbono[4][5]
- Reformado con vapor de biometano
- Gasificación de biomasa
- Piro-reformado de glicerina de origen renovable
- Electrólisis de solución salina utilizando electricidad de fuentes renovables.

## Métodos de producción
Existen dos formas prácticas de producir hidrógeno a partir de fuentes de energía renovables.
Una de ellas es mediante la conversión de electricidad en gas, en la cual se usa energía eléctrica renovable para producir hidrógeno a partir de un proceso denominado electrólisis, y la otra es usar gas de vertedero o biogás para producir hidrógeno en un reformador de vapor. El hidrógeno producido mediante esta última vía será considerado como hidrógeno verde siempre y cuando se cumplan con los requisitos de sostenibilidad establecidos.
El combustible de hidrógeno, cuando se produce a partir de fuentes de energía renovables como la energía eólica o solar, es considerado un combustible renovable.
El hidrógeno producido a partir de la energía nuclear a través de la electrólisis a veces es considerado un subconjunto del hidrógeno verde, aunque generalmente se le denomina "hidrógeno rosado" o "hidrógeno rosa".

### Producción mediante electrólisis de agua
El hidrógeno verde se produce por medio de la división de la molécula de H2O en un proceso denominado electrólisis, el cual consiste en hacer circular corriente eléctrica, obtenida por medio de fuentes renovables o bajas en carbono, a través del agua para así separarla en hidrógeno y oxígeno. Este proceso no genera residuos ni emisiones de Dióxido de carbono.
Los principales métodos de electrólisis comercial actualmente son:
- Alcalino: utiliza 2 electrodos en una solución alcalina, separados por una membrana que deja pasar iones hidroxilos (OH-) cuando se le aplica corriente, y evita la mezcla del oxígeno con el hidrógeno que resulta.[9]
- PEM: Usa una membrana sólida de intercambio de protones y un electrolito polimérico sólido. Cuando se aplica corriente a la pila, el agua se divide en hidrógeno y oxígeno y los protones del hidrógeno pasan a través de la membrana para formar gas de hidrógeno en el lado del cátodo.[9]
- SOEC: utiliza electrolizadores de óxido sólido, los cuales funcionan a temperaturas de entre 500 y 850 °C. El proceso se denomina electrólisis de alta temperatura (HTE) o de vapor y utiliza un material cerámico sólido como electrolito. Los electrones del circuito externo se combinan con el agua en el cátodo para formar gas de hidrógeno e iones de carga negativa. El oxígeno pasa entonces a través de la membrana cerámica deslizante y reacciona en el ánodo para formar gas de oxígeno y generar electrones para el circuito externo.[10]

El alto costo de producción es el factor principal detrás del bajo uso de hidrógeno verde. No obstante, el Departamento de Energía de los Estados Unidos pronostica que se espera que el mercado del hidrógeno crezca, porque el costo de producción de hidrógeno caerá de $ 6/ kg en 2015 a tan solo $ 2/ kg para 2025. El precio de $ 2/ kg se considera un punto de inflexión potencial que hará que el hidrógeno verde sea competitivo frente a otras fuentes de combustible. Siemens ya ha desarrollado turbinas eólicas marinas que están equipadas para una mezcla de hidrógeno y, en consecuencia, ayudan a aumentar la producción de hidrógeno verde.
La mayor parte del hidrógeno producido a nivel mundial en 2020 se deriva de fuentes de combustibles fósiles y el 99 % del combustible de hidrógeno proviene de fuentes basadas en carbono, y no es hidrógeno verde.

## Usos
El hidrógeno verde sirve como un combustible que, al ser utilizado, no genera CO2,lo que lo  vuelve un complemento en el proceso de descarbonización para la lucha contra el cambio climático. Puede utilizarse directamente como fuente de energía, o bien, para fabricar productos limpios en la industria petroquímica y química, agricultura, transporte, entre otros.
Según BloombergNEF «el hidrógeno ofrece el mayor potencial para descarbonizar sectores difíciles de reducir como el acero, el cemento y el transporte pesado».

### Transporte
El hidrógeno se puede utilizar como combustible de hidrógeno para pilas de combustible o motores de combustión interna. Los vehículos de hidrógeno no se limitan a los automóviles, sino que también  pueden incluir embarcaciones, vehículos mineros, trenes, aviones, camiones, buses, entre otros.
En 2020, las principales empresas europeas anunciaron planes para pasar sus flotas de camiones a energía de hidrógeno. Además, Airbus ya está diseñando aviones propulsados por hidrógeno, para lanzar el primer vuelo comercial previsto para 2035. No obstante, Airbus ha advertido que el hidrógeno no se utilizará ampliamente en aviones antes de 2050.

### Calefacción
El hidrógeno se puede utilizar para cocinar y calentar ambientes dentro de los hogares. Se espera que la calefacción de hidrógeno suministre energía a la mayoría de los hogares del Reino Unido para 2050. El gobierno británico tiene la intención de lanzar proyectos de demostración para mostrar cómo el combustible puede alimentar regiones que contienen cientos de hogares.

### Industria del gas natural
La infraestructura de gas natural posiblemente podría convertirse en un obstáculo si los países pretenden convertirse en carbono neutral. Como resultado, muchos países están considerando utilizar la infraestructura de gas actual para transportar hidrógeno. Si bien es factible hacer que los gasoductos transporten hidrógeno, también presenta desafíos, ya que muchos gasoductos y sus equipos tendrían que ser modificados para transportar el nuevo combustible. Un programa piloto en Cappelle-la-Grande,en Francia, ya ha mezclado hidrógeno en la red de gas de 100 hogares. Las plantas de energía alimentadas con gas natural también se pueden convertir para quemar hidrógeno y proporcionar energía de respaldo durante períodos de alta demanda.

## Crecimiento global del Hidrógeno Verde
A partir de 2020, el mercado mundial del hidrógeno estaba valorado en $150 mil millones de dólares y se esperaba que alcanzara los $ 600 mil millones en 2050. Según los analistas de Fitch Solutions, el mercado mundial del hidrógeno podría saltar al 10 % para 2030. El número de inversiones en hidrógeno verde ha aumentado de casi ninguna en 2020 a 121 gigavatios en 136 proyectos en fases de planificación y desarrollo por un total de más de US$500 mil millones en 2021. Empresas de todos los países han formado alianzas para aumentar la producción de combustible en cincuenta veces en los próximos seis años.

### Australia
En Australia, el hidrógeno verde ha costado el doble que el hidrógeno convencional y que el hidrógeno azul, pero un informe de la Universidad Nacional Australiana de 2020 estimó que Australia podría producirlo a un precio mucho más barato, incluso en la actualidad, y podría igualar el precio del hidrógeno convencional y del hidrógeno azul (alrededor de A$2 por kilogramo ) para 2030, lo que sería competitivo en términos de costos con los combustibles fósiles. Un analista del mercado energético sugirió a principios de 2021 que el precio del hidrógeno verde bajaría un 70% en los próximos 10 años en los países que tienen energía renovable barata. En 2020, el gobierno aceleró la aprobación de la instalación de exportación de energía renovable planificada más grande del mundo en la región de Pilbara. Al año siguiente, las compañías de energía anunciaron planes para construir un "valle del hidrógeno" en Nueva Gales del Sur a un costo de $2 mil millones que reemplazaría la industria del carbón de la región.

### Asia
China es el líder del mercado mundial de hidrógeno con una producción de 20 millones de toneladas, lo que representa ⅓ de la producción mundial. Sinopec tiene como objetivo generar 500.000 toneladas de hidrógeno verde para 2025. Investigadores del Proyecto Harvard de China han indicado que el hidrógeno generado a partir de la energía eólica podría proporcionar una alternativa rentable para regiones dependientes del carbón como Mongolia Interior.

#### Japón
Para convertirse en carbono neutral, el gobierno japonés tiene la intención de transformar la nación en una "sociedad del hidrógeno". La demanda de energía en Japón requeriría que el gobierno importara 36 millones de toneladas de hidrógeno licuado. Se proyecta que las importaciones comerciales de la nación sean 100 veces menores que esta cantidad para 2030, cuando se espera que comience el uso del combustible, lo que representa un serio desafío. Japón ha publicado una hoja de ruta preliminar que pedía que el hidrógeno y los combustibles relacionados suministraran el 10% de la energía para la generación de electricidad, así como una parte significativa de la energía para otros usos como el transporte marítimo y la fabricación de acero para 2050.
El país ha creado una carretera de hidrógeno que consta de 135 estaciones de combustible de hidrógeno subsidiadas y planea construir 1.000 más para fines de la década.

#### Omán
Un consorcio de empresas ha anunciado un proyecto de 30.000 millones de dólares en Omán que se convertiría en una de las mayores instalaciones de hidrógeno del mundo. La construcción comenzará en 2028 y para 2038 el proyecto contará con 25 GW de energía eólica y solar.

#### Emiratos Árabes Unidos
En 2021, en colaboración con la Expo 2020 de Dubái, se lanzó un proyecto piloto que es la primera instalación de hidrógeno verde impulsada por energía solar a "escala industrial" en Oriente Medio y África del Norte.

#### Corea del Sur
En octubre de 2020, el gobierno de Corea del Sur anunció su plan para introducir los Estándares de Obras de Energía de Hidrógeno Limpio (CHPS) que enfatiza el uso de hidrógeno limpio. Durante la introducción del Estándar de Obras de Energía de Hidrógeno (HPS), fue votado por el 2.º Comité de Economía del Hidrógeno. Además, en marzo de 2021, se celebró el 3er Comité de Economía del Hidrógeno para aprobar un plan para introducir un sistema de certificación de hidrógeno limpio basado en incentivos y obligaciones para el hidrógeno limpio.
En junio de 2021, Hyundai Engineering firmó un acuerdo comercial mutuo con POSCO, Gyeongsangbuk-do, Uljin-gun, la Universidad de Pohang, el Instituto de Ciencias Industriales de Pohang y el Instituto de Investigación de Energía Atómica de Corea. Planea asegurar la competitividad de la tecnología MMR y revitalizar la economía del hidrógeno a través de la cooperación, como el desarrollo de tecnología de producción de hidrógeno caliente, el desarrollo de tecnología electrolítica de agua caliente y la comercialización de energía nuclear.

### Unión Europea
En julio de 2020, la Unión Europea dio a conocer la Estrategia de Hidrógeno para una Europa climáticamente neutra con el objetivo de alcanzar la neutralidad de carbono mediante la incorporación del hidrógeno en los planes de la UE. Una moción que respalda esta estrategia fue aprobada por el Parlamento Europeo el año siguiente. Goldman Sachs estima que el hidrógeno constituirá el 15 % de la combinación energética de la UE en 2050. Seis Estados miembros de la Unión Europea: Alemania, Austria, Francia, los Países Bajos, Bélgica y Luxemburgo, solicitaron que la financiación del hidrógeno esté respaldada por la legislación. Alemania ya ha invertido 9 000 millones de euros para construir 5 GW de capacidad de hidrógeno para 2030. Varios países miembros han creado planes para importar hidrógeno de otras naciones, especialmente del norte de África. Estos planes aumentarían la producción de hidrógeno, sin embargo, también se les ha acusado de intentar exportar los cambios necesarios dentro de Europa. La Unión Europea ha exigido que a partir de 2021 todas las nuevas turbinas de gas fabricadas en el bloque estén equipadas y listas para quemar una mezcla de hidrógeno y gas natural.

#### Corredor H2Med
En febrero de 2021, una treintena de empresas anunciaron un proyecto pionero para suministrar hidrógeno con base en España. El proyecto tiene la intención de comenzar en 2022, creando 93 GW de energía solar y 67 GW de capacidad de electrólisis para fines de la década.Sin embargo, organizaciones ecologistas europeas manifestaron su oposición al proyecto por considerar que "es una infraestructura innecesaria que agravará la crisis energética". En abril de 2021, Portugal anunció planes para construir la primera planta de energía solar para producir hidrógeno para 2023. La empresa de energía con sede en Lisboa Galp Energia también ha anunciado planes para construir un electrolizador para alimentar su refinería para 2025.

### América Latina
De acuerdo con datos de la consultora Mckinsey & Company, Latinoamérica tiene el 35% del potencial de producción global de hidrógeno debido a la amplia disponibilidad de la región en energías renovables, lo que la convierte en un actor relevante para la transición energética en base al uso de este combustible.Esto ha llevado a países como Chile, Brasil, Uruguay, Colombia, Costa Rica, Argentina y México a desarrollar acciones para la promoción del sector tanto desde iniciativas privadas como con asociaciones de empresas públicas.
Expertos del Banco de Desarrollo de América Latina y El Caribe han señalado que entre los principales beneficios de la explotación de Hidrógeno Verde en Latinoamérica está el desarrollo de demanda focalizada de energía, crecimiento económico, seguridad energética, mitigación del cambio climático y la generación de polos de desarrollo regional.
Sin embargo, también se han identificado importantes desafíos, tales como:
- La necesidad de normativa y regulación clara respecto a la producción de Hidrógeno Verde
- El costo de la producción de Hidrógeno Verde, que continúa siendo relativamente alto
- La falta de infraestructura para la producción, transporte y almacenamiento de Hidrógeno Verde
- La necesidad de sellar contratos de compra-venta que garanticen el flujo de ingresos a futuro.[50]

Por otra parte, académicos y grupos ambientalistas han levantado la alarma sobre los riesgos del desarrollo apresurado de una industria de Hidrógeno Verde en una región con altos niveles de desigualdad y pobreza energética,exigiendo que se haga bajo una perspectiva de transición justa.

#### Argentina
Argentina acordó en noviembre de 2021 una inversión por 8400 millones de dólares con la firma australiana Fortescue Future para el megaproyecto de instalar una planta de hidrógeno verde en la provincia de Río Negro.

#### Costa Rica
El gobierno costarricense, es uno de los pocos con un Plan Nacional de Descarbonización. El presidente Carlos Alvarado Quesada firmó en diciembre de 2021 un decreto para promover «el desarrollo de una economía de hidrógeno verde». «Las grandes economías no generan mucha electricidad de energías renovables. Les faltan años para eso. En cambio, nuestra matriz eléctrica es 99,8 % limpia y renovable, por lo que estamos un paso adelante. Además, tenemos capacidad para producir más», dijo el mandatario en aquel momento.
Mediante un estudio de mercado de 2021, realizado con datos del 2020, la consultora en energía sostenible Hinicio concluyó que Costa Rica podría producir casi seis millones de toneladas de hidrógeno verde anualmente, equivalente al 8,5 % de la demanda mundial.

#### Chile
Chile fue el pionero en Latinoamérica. Ya en noviembre de 2020, el entonces presidente de Chile, Sebastián Piñera, presentó la «Estrategia Nacional para el Hidrógeno Verde», afirmando que quería que Chile se convirtiera en «el productor de hidrógeno verde más eficiente del mundo para el 2030». El plan incluye HyEx, un proyecto para producir hidrógeno basado en energía solar para su uso en la industria minera.
El plan apunta a convertir a Chile en líder mundial en la producción y exportación de hidrógeno verde. Se estima que para el país implicará la creación de unos 100.000 empleos y US$ 200 mil millones en inversión durante los primeros 20 años.
Chile tiene dos polos de desarrollo: el Desierto de Atacama, donde la alta radiación solar y la ausencia de días nublados permiten la obtención de electricidad por paneles solares; y la Región de Magallanes los fuertes y permanentes vientos permiten proyectos de energía eólica.
Estudios simularon escenarios de transición energética para Chile al 2050; Se estimó en un escenario 100% basado en fuentes renovables, se podrían lograr una capacidad total de 1,3 GW de electrolizadores al 2030, 19 GW al 2040 y 30 GW al 2050.

#### Uruguay
Uruguay presentó su estrategia energética en 2008, comprometiéndose con las energías renovables y la eficiencia energética. Con este objetivo, en el período 2016 y 2022 en su transición energética alcanzó la descarbonización en más del 94% de su matriz eléctrica, con solo un 6% proveniente de energía térmica fósil, disminuyendo en gran medida las emisiones de gases de efecto invernadero de este sector. Continuando con esta transición, el país propuso una Estrategia Climática de Largo Plazo a 2050, en la que se propone la descarbonización del resto del sector energético, siendo el hidrógeno verde y sus derivados desarrollados para el transporte e industria.

### Reino Unido
En 2021, el gobierno británico publicó su documento de política, un "Plan de diez puntos para una revolución industrial verde", que incluía invertir para crear 5 GW de hidrógeno con bajo contenido de carbono para 2030. Los planes incluyen trabajar con la industria para completar las pruebas necesarias que permitirían hasta un 20% de mezcla de hidrógeno en la red de distribución de gas para todos los hogares en la red de gas para 2023. Una propuesta de energía eólica marina en Escocia incluye planes para convertir plataformas de petróleo y gas en un "centro de hidrógeno verde" que suministraría combustible a las destilerías locales. En junio de 2021, Equinor anunció planes para triplicar la producción de hidrógeno del Reino Unido.

### Estados Unidos
Durante su Discurso del estado de la Unión de 2003, George W. Bush dio a conocer un plan de 1.200 millones de dólares para desarrollar vehículos de pila de combustible de hidrógeno, denominándolo "combustible de libertad". Esta financiación fue reducida en 2009 por Barack Obama.
En junio de 2021, la secretaria de Energía, Jennifer Granholm, anunció planes en línea con el compromiso de la administración Biden de reducir el costo de la producción de hidrógeno verde. En 2021, el Departamento de Energía de EE. UU. (DOE) estaba planificando la primera demostración de una red de hidrógeno en Texas. El Departamento había intentado previamente un proyecto de hidrógeno conocido como Hydrogen Energy California . Texas se considera una parte clave de los proyectos de hidrógeno verde en el país, ya que el estado es el mayor productor nacional de hidrógeno y ya tiene una red de tuberías de hidrógeno. En 2020, SGH2 Energy Global anunció planes para utilizar plástico y papel mediante gasificación por plasma para producir hidrógeno verde cerca de Los Ángeles. En 2021, el gobernador de Nueva York, Andrew Cuomo, anunció $ 290 millones de inversión para construir una planta de producción de combustible de hidrógeno verde. Las autoridades del estado también han respaldado los planes para desarrollar celdas de combustible para su uso en camiones y la investigación sobre la mezcla de hidrógeno en la red de gas.

## Investigación y desarrollo
Aunque ya existen múltiples tecnologías de hidrógeno verde, hay investigación y desarrollo en curso de nuevas vías tecnológicas para el "hidrógeno verde". Por ejemplo, en 2020 los científicos informaron sobre el desarrollo de microgotas para células de algas o reactores microbianos esferoides multicelulares de algas y bacterias sinérgicos capaces de producir oxígeno e hidrógeno a través de la fotosíntesis a la luz del día bajo el aire. En 2020, la Comisión Europea adoptó una nueva estrategia específica sobre el hidrógeno en la UE que incluye investigación e innovación en línea con el Pacto Verde Europeo. El "Centro Europeo de Aceleración del Hidrógeno Verde" tiene la tarea de desarrollar una economía de hidrógeno verde de 100.000 millones de euros anuales para 2025.